# Disney Channel (Espanya)
Disney Channel va ser un canal de televisió en obert espanyol d'origen estatunidenc, propietat de The Walt Disney Company Spain & Portugal, filial de la internacional The Walt Disney Company. Va ser llançat a l'aire el 17 d'abril de 1998 com un canal de subscripció addicional i basa la seva programació en els continguts dirigits a un públic infantil i juvenil de la factoria Disney. En 2001, la plataforma de Sogecable, Digital+ (actualment Movistar+), va llançar un senyal timeshift del canal, que emetia la mateixa programació de Disney Channel amb una hora de retard.
L'1 de juliol de 2008, va substituir Fly Music en la televisió digital terrestre, convertint-se així en el primer canal de Disney Channel a estar disponible gratuïtament en un país al nivell internacional. A més del senyal principal, també es va incloure a Disney Channel +1 dins de l'oferta de televisió de pagament. No obstant això, més endavant, aquesta va ser reemplaçada per Disney Channel HD.

## Història
Disney Channel Espanya neix en 1998, quan l'empresa Disney i Prisa TV arriben a un acord per a la distribució d'una versió en castellà del canal nord-americà Disney Channel en la plataforma satel·litària Canal Satélite Digital. El canal va començar les seves emissions el 17 d'abril de 1998. 3 anys després l'oferta del canal es va diversificar en la mateixa plataforma de satèl·lit, i oferia 3 canals més: un servei time shifting anomenat Disney Channel +1, i els canals temàtics Toon Disney i Playhouse Disney. El primer es dedica exclusivament a emetre animació de Disney, mentre que el segon és un canal per a nens en edat preescolar i amb uns horaris especials.
Per a la posada en marxa del canal es va recórrer, a més de l'arxiu de dibuixos animats, seriïs i pel·lícules de Disney, a programes de producció pròpia que acostessin el canal al públic espanyol. Així es van realitzar espais com Art Attack, versió espanyola del programa americà presentada per Jordi Cruz, el programa Liga Disney Channel que presentaria Raúl Ruiz, o Zona@disney entre d'altres.
Al febrer de 2008, Disney decideix comprar el 20% de les accions del grup de televisió digital terrestre Net TV, i el contracte implicava la possibilitat d'explotar una de les 2 llicències que l'empresa tenia en TDT a la data.
Finalment, la filial ibèrica de The Walt Disney Company Europe anuncia, a finals de maig, la posada de Disney Channel com s canal part de la televisió digital terrestre a partir de l'1 de juliol de 2008, en substituir Fly Music, que era gestionat per Europroducciones. El director de la cadena, José Vila, va confirmar en aquesta data que la programació del canal es mantindria intacta, però augmentaria la taxa de publicitat per a sufragar els costos. El llançament va incloure una campanya publicitària sota el lema "Disney Channel, por fin para todos".
Amb aquest anunci, Disney Channel Espanya es va convertir en el primer canal de la franquícia Disney Channel a estar disponible de manera gratuïta en el món.
L'1 de maig de 2010, el canal va començar la seva part de la seva programació en 16:9 en fase de proves. No va ser fins a 2014 que el canal finalment oficialitza la seva transició de la relació d'aspecte 4:3 al 16:9 panoràmic.
En 2008, Toon Disney va passar a ser Disney Cinemagic. L'11 de juny de 2011 Playhouse Disney es va convertir en Disney Junior.
El 9 de març de 2017 l'operador Vodafone TV va reestructurar al complet tot el seu dial amb motiu del llançament del seu nou servei TIVO 4K, per la qual cosa va aprofitar per a cessar i retirar a Disney Channel +1 de la seva oferta en favor del servei "Últims 7 dies".
L'emissió més vista del canal en tota la seva història va ser el 18 de setembre de 2010 en l'estrena de Camp Rock 2: The Final Jam amb 1 milió d'espectadors.

## Audiències
A pesar que aquest canal de televisió va començar les seves emissions el 17 d'abril de 1998, les seves audiències van començar a ser mesures en 2009:
|      | Gener  | Febrer | Març   | Abril  | Maig   | Juny  | Juliol | Agost | Setembre | Octubre | Novembre | Desembre | Mitjana anual |
| ---- | ------ | ------ | ------ | ------ | ------ | ----- | ------ | ----- | -------- | ------- | -------- | -------- | ------------- |
| 2009 | 0,8%** | 0,9%   | 1,0%   | 1,0%   | 1,1%   | 1,5%  | 1,8%   | 1,8%  | 1,8%     | 1,8%    | 1,8%     | 1,8%     | 1,4%          |
| 2010 | 1,8%   | 1,9%   | 2,1%   | 2,2%   | 2,1%   | 2,4%* | 2,4%*  | 2,3%  | 2,3%     | 2,1%    | 1,9%     | 1,9%     | 2,1%          |
| 2011 | 1,8%   | 1,7%   | 1,6%   | 1,6%   | 1,4%   | 1,6%  | 1,7%   | 1,7%  | 1,8%     | 1,6%    | 1,6%     | 1,8%     | 1,7%          |
| 2012 | 1,6%   | 1,6%   | 1,6%   | 1,7%   | 1,5%   | 1,7%  | 1,8%   | 1,8%  | 1,7%     | 1,4%    | 1,4%     | 1,6%     | 1,6%          |
| 2013 | 1,3%   | 1,3%   | 1,4%   | 1,3%   | 1,2%   | 1,5%  | 1,7%   | 1,7%  | 1,7%     | 1,5%    | 1,6%     | 1,7%     | 1,5%          |
| 2014 | 1,4%   | 1,3%   | 1,3%   | 1,3%   | 1,4%   | 1,6%  | 1,5%   | 1,5%  | 1,5%     | 2,0%    | 1,6%     | 1,8%     | 1,5%          |
| 2015 | 1,6%   | 1,3%   | 1,2%   | 1,6%   | 1,7%   | 1,2%  | 1,4%   | 1,5%  | 1,4%     | 1,4%    | 1,3%     | 1,4%     | 1,4%          |
| 2016 | 1,2%   | 1,0%   | 1,1%   | 1,1%   | 1,0%   | 1,1%  | 1,2%   | 1,2%  | 1,2%     | 1,1%    | 1,1%     | 1,2%     | 1,1%          |
| 2017 | 1,0%   | 1,0%   | 1,1%   | 1,1%   | 1,1%   | 1,2%  | 1,2%   | 1,2%  | 1,2%     | 1,1%    | 1,1%     | 1,5%     | 1,2%          |
| 2018 | 1,2%   | 1,1%   | 1,1%   | 1,4%   | 1,1%   | 1,2%  | 1,2%   | 1,4%  | 1,2%     | 1,2%    | 1,3%     | 1,4%     | 1,2%          |
| 2019 | 1,0%   | 0,9%   | 0,9%   | 1,0%   | 1,0%   | 1,0%  | 1,2%   | 1,3%  | 1,2%     | 1,1%    | 1,1%     | 1,2%     | 1,1%          |
| 2020 | 0,8%   | 0,8%   | 0,7%   | 0,7%   | 0,8%   | 1,0%  | 0,9%   | 0,8%  | 0,7%     | 0,6%    | 0,7%     | 0,7%     | 0,8%          |
| 2021 | 0,6%   | 0,5%** | 0,5%** | 0,5%** | 0,5%** | 0,6%  | 0,7%   | 0,6%  | 0,6%     | 0,6%    | 0,6%     | 0,7%     | 0,6%          |
| 2022 | 0,5%** | 0,5%** | 0,5%** | 0,5%** | 0,5%** | 0,6%  | 0,5%** | 0,7%  | 0,7%     | 0,7%    | 0,8%     | 1,0%     | 0,6%          |
| 2023 | 0,7%   | 0,6%   | 0,6%   | 0,7%   | 0,7%   | 0,7%  | 0,7%   | 0,7%  | 0,7%     | 0,8%    | 0,8%     | 0,9%     | 0,7%          |
| 2024 | 0,7%   | 0,6%   | 0,7%   | 0,7%   | 0,7%   | 0,8%  | 0,8%   | 0,8%  | 0,8%     | 0,8%    | 0,8%     | 0,8%     | 0,7%          |
| 2025 | 0,7%   | -      | -      | -      | -      | -     | -      | -     | -        | -       | -        | -        | 0,7%          |

El 19 de novembre de 2016, Disney Channel aconseguí un 4% de share en total dia, gràcies a l'emissió de la pel·lícula El Rey León.
- Màxim històric. | ** Mínim històric.

## Eslògans
- 2008-2010: ¡Por fin para todos!
- 2011-2012: Para que veas
- 2012-2013: Soy fan
- 2013: Tu verano
- 2014: Modo verano
- 2015: Summer Festival
- 2015-2019: Siempre líderes
- 2019: READY!